# Ball de Cotonines de Vilafranca
El Ball de Cotonines de Vilafranca és un dels balls del seguici festiu de la Festa Major de Vilafranca del Penedès. Es tracta d'un ball de cavallets les primeres referències del qual daten de finals del segle xvi.

## Història
Les primeres referències al Ball de Cotonines de Vilafranca són d'un inventari de la confraria de Sant Antoni i Sant Llorenç, del 17 de gener de 1598, en què es documenta de l'existència de «quatre cavalls cotonés ab sos guarniments». A finals del segle xvi hi ha referències de la presència d'aquests cavalls cotoners (més endavant cotonines) i durant el primer terç del segle xvii se n'esmenten diverses actuacions (1618, 1623 i 1629).
A l'època sortida habitualment per Corpus i per la festivitat dels tres patrons de la Confraria a la qual pertanyia el ball: Sant Antoni Abat el 17 de gener, Sant Llorenç el 10 d'agost i Sant Isidre, el 15 de maig. A banda d'aquestes sortides de caràcter religiós també podia sortir per esdeveniments extraordinaris com per celebrar esdeveniments relatius a la casa reial, per haver aconseguit la pau amb els francesos, etc.
Durant els segles xviii i xix el ball va tenir diverses interrupcions a causa de la prohibició de Carles III o pel deteriorament de les peces. El ball de Cotonines va desaparèixer el 1876 i caldrà esperar fins al 1942 per tornar a veure el ball per la Festa Major de Vilafranca.

### Recuperació

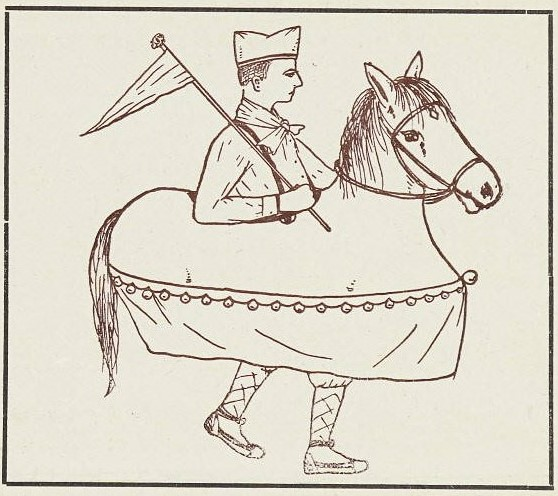
Dibuix d'una Cotonina inclosa per a El Penedès: Folk-lore dels balls, danses i comparses populars (1926) de Francesc de Paula Bové

El 1920 hi ha un primer intent debades de recuperació del ball, però no serà fins al 1942 que un grup de joves d'Acció Catòlica recuperarà definitivament el ball. Es van crear unes Cotonines noves a partir d’un dibuix publicat al llibre El Penedès: folk-lore dels balls, danses i comparses populars (1926) de Francesc de Paula Bové. El 1959 es va incorporar el banderí pel capità que es conserva actualment i que porta el lema brodat: «Cor net fa bon genet».
Finalment, el 1980 es van estrenar unes noves Cotonines i el 1984 el ball va passar a estar format exclusivament per noies i es va substituir la roba de les peces per unes robes estampades amb quadrats vermells i blancs, i negres i blancs pel capità. El 1991 s'incorporen les petites llances amb banderí de les amazones.
El 2014 s'estrenen unes rèpliques millorades de les peces, més grosses que les anteriors i amb diferències cromàtiques entre els diferents cavalls. També es va estranyar un nou vestuari dissenyat per Blanca Ferré. El 2022 el ball va passar a ser mixt per primer cop a la història amb la incorporació d’un noi d’ençà de 1980.

## Etimologia
Segons Joan Amades, els termes cotonines o cavalls cotoners farien referència al teixit que formava el faldellí que tapava les cames del fals genet. En un inventari de l'any 1727 es diu que la vestimenta dels cavalls era de cotó estampat fet en lligat de plana i de no gaire bona qualitat.
El mateix Amades també planteja una altra hipòtesi. A les referències d’aquest entremès a la ciutat de Barcelona, al Corpus del 1424 també reben el qualificatiu de «cotoners», això podria ser pel fet que els cavalls van ser durant segles un animal distintiu del gremi de teixidors.

## Música i ball

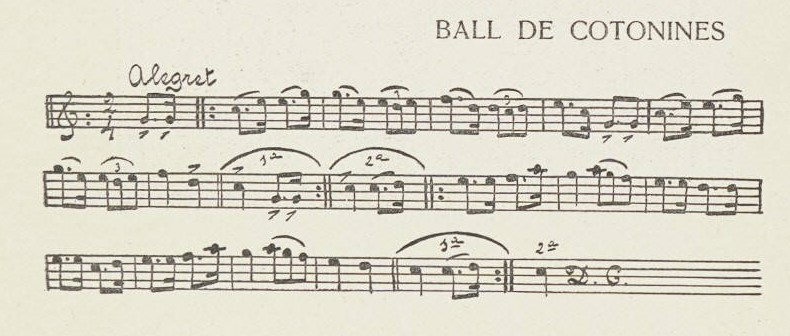
Partitura de la melodia del «Ball de Cotonines» transcrita per Francesc de Paula Bové a El Penedès: Folk-lore dels balls, danses i comparses populars (1926)

El Ball de Cotonines ha estat acompanyat tradicionalment per una manxa borrega (denominació penedesenca de la cornamusa) i, de vegades, també un flabiol i tamborí. L'any de recuperació va acompanyar el ball una gaita asturiana i d'aleshores ençà el ball està acompanyat per una colla de grallers.